# Łąkie (gromada w powiecie złotowskim)
Łąkie – dawna gromada, czyli najmniejsza jednostka podziału terytorialnego Polskiej Rzeczypospolitej Ludowej w latach 1954–1972.
Gromady, z gromadzkimi radami narodowymi (GRN) jako organami władzy najniższego stopnia na wsi, funkcjonowały od reformy reorganizującej administrację wiejską przeprowadzonej jesienią 1954 do momentu ich zniesienia z dniem 1 stycznia 1973, tym samym wypierając organizację gminną w latach 1954–1972.
Gromadę Łąkie z siedzibą GRN w Łąkiem utworzono – jako jedną z 8759 gromad na obszarze Polski – w powiecie złotowskim w woj. koszalińskim na mocy uchwały nr 43/54 WRN w Koszalinie z dnia 5 października 1954. W skład jednostki weszły obszary dotychczasowych gromad Łąkie, Laskowo, Trudna i Kiełpin oraz wschodnia część dotychczasowej gromady Dawnica ze zniesionej gminy Łąkie w tymże powiecie. Dla gromady ustalono 15 członków gromadzkiej rady narodowej.
31 grudnia 1971 z gromady Łąkie wyłączono wieś Kiełpin, włączając ją do gromady Radawnica w tymże powiecie, po czym gromadę Łąkie zniesiono, a jej (pozostały) obszar włączono do gromady Lipka tamże.